# Wiesław Kamiński (samorządowiec)
Wiesław Adam Kamiński (ur. 24 maja 1952 w Gdyni) – polski samorządowiec i menedżer, w 2010 członek zarządu województwa pomorskiego III kadencji.

## Życiorys
Syn  Romana i Jadwigi. Absolwent Wydziału Rybactwa Morskiego i Technologii Żywności Akademii Rolniczej w Szczecinie. Przed 1994 pracował jako urzędnik ochrony rybołówstwa. Od 1994 do 1998 zarządzał spółką Korab. Należał do władz Pomorskiej Agencji Rozwoju Regionalnego. W latach 2007–2010 kierował samorządową spółką Aukcja Rybna. Został przewodniczącym rady nadzorczej portu morskiego w Darłowie i członkiem rad innych podmiotów. Zasiadł też w zarządzie Towarzystwa Przyjaciół Ustki.
Zaangażował się w działalność polityczną w ramachStronnictwa Demokratycznego, następnie wstąpił do Platformy Obywatelskiej. 24 lutego 2010 został powołany na stanowisko członka zarządu województwa pomorskiego, odpowiedzialny m.in. za rolnictwo, rybołówstwo, gospodarkę morską i wodną oraz ochronę środowiska. Zakończył pełnienie funkcji wraz z całym zarządem 6 grudnia 2010. W 2010 bez powodzenia kandydował do sejmiku pomorskiego, a w 2006 i 2014 do rady powiatu słupskiego (wybrano go do niej w 2024). W 2024 został członkiem zarządu powiatu.
W 1980 i 1984 rejestrowany jako kandydat na tajnego współpracownika Służby Bezpieczeństwa i Wojsk Ochrony Pogranicza, dwukrotnie był wyrejestrowywany z powodu nieprzydatności.